# Storfotsrall
Storfotsrall (Megacrex inepta) är en fågel i familjen rallar inom ordningen tran- och rallfåglar.

## Utseende och läte
Stortfotsrallen är en mycket stor, flygoförmögen rall med tjock gul näbb och som namnet avslöjar kraftiga ben. Ryggen är mörkbrun, flankerna beigefärgare och på bröstet och i ansiktet är den ljus. När den rör sig knycker den ofta uppåt med vingarna. Lätet är ett grovt "rak! rak! rak!” följt av en serie med stigande morrande ljud upprepat konstant.

## Utbredning och systematik
Storfotsrall placeras som enda art i släktet Megacrex. Den delas in i två underarter med följande utbredning:
- Megacrex inepta inepta – förekommer i Trans-Fly-låglandet på sydöstra Nya Guinea
- Megacrex inepta pallida – förekommer på kustnära norra Nya Guinea (från Idenburg-floden till Sepik-floden)

## Status
Från att tidigare ha kategoriserats som nära hotad anser internationella naturvårdsunionen IUCN att arten är livskraftig.